# Nasoni
Els nasoni eren una tribu d'amerindis dels Estats Units de Texas oriental i sud-oest d'Arkansas.

## Història
Els nasoni eren divits en dues bandes. Els alts nasoni, que vivien al llarg del riu Red a la cantonada sud-oest d'Arkansas. Eren afiliats a la branca kadohadacho de la Confederació Caddo. Els baixos nasoni, que vivien entre els rius Sabine i Angelina en l'actual comtat de Rusk (Texas). Formaven part de la branca hasinai de la Confederació Caddo.
Hernando de Soto es va trobar amb els baixos nasoni en 1541. Durant l'expedició de René Robert Cavelier de La Salle en 1686, membres de la seva partida van ser rebuts pel baixos nasoni i els van portar a la seva ciutat per donar-los una festa de benvinguda.
Entre els segles xvii i xix les malalties europees, especialment la verola, van causar estralls entre els nasoni i altres grups caddo, obligant-los a unir-se per a la supervivència.
En 1719 exploradors francesos van establir una fortificació i estació comercial al riu Red, Le Poste des Cadodaquious, davant una vila dels alts nasoni. Van comerciar armes de foc, municions, eines de metall, grans, roba i accessoris de cuirs i cavalls. Els alts nasoni foren aliats dels francesos de 1719 a 1762.
En 1716 els monjos espanyols fundaren la Missió de San José de los Nazones per servir als nadaco i als baix nasoni. Els baix nasoni foren aliats dels espanyols durant el segle xviii. Pel 1880 la seva població havia estat tan devastada per les malalties, que es creu que s'havia assimilat a la tribu nadaco.
Avui els nasoni estan registrats com a membres de la tribu reconeguda federalment Nació Caddo d'Oklahoma, amb seu a Binger, Oklahoma.

## Sinonímia
Hernando de Soto es referí a la tribu com els nassohone. Els baixos nasoni eren anomenats Nasaya, Nasayaha, Nasayaya, Nasoui, Nassoni, Nassonite, Nazone, Nazoni. Els nasoni també eren anomenats Assony i Nisohoni.